# Канки, Томоя
Канки Томоя (яп. 神吉 智也 Kanki Tomoya, родился 27 июня 1987 года в Хёго, Япония), лучше известен как Томоя, японский музыкант и ударник группы «One Ok Rock». Хотя он ещё не был участником, он появлялся в каждом альбоме «One Ok Rock».
Томоя присутствовал в Музыкальной академии ESP, где один из его преподавателей, который был в группе, познакомил его с группой, с которой они играли ранее, которая искала барабанщика (ударника). Этой группой была «One Ok Rock», и после периода игры в качестве поддержки, он официально присоединился к группе за месяц до их основного дебюта. Он часто обновляет блог «One Ok Rock».

## Биография и личная жизнь
Томоя — самый старший участник One Ok Rock. В младших классах средней школы он принадлежал к группе ударных в клубе духового оркестра, играя на различных ударных инструментах, таких как бубен и ксилофон. Он создал группу осенью своего первого года в средней школе и основал её всерьез. После окончания средней школы он приехал в Токио и учился в техническом колледже.
9 июня 2017 года он объявил, что женился. У него 3 сына (родились в 2017, 2019 и 2021 годах).

## Оборудование
Томоя в основном играет на барабанах в качестве своего инструмента. Он также играл на ударных и ксилофоне.